# Dignomus pici
Dignomus pici là một loài bọ cánh cứng trong họ Ptinidae. Loài này được Grandjean miêu tả khoa học năm 1895.